# Rohrsee
Rohrsee este o arie protejată (sit de importanță comunitară — SCI, arie de protecție specială avifaunistică — SPA) din Germania întinsă pe o suprafață de 110,52 ha, integral pe uscat.

## Localizare
Centrul sitului Rohrsee este situat la coordonatele 47°52′28″N 9°50′18″E / 47.8744°N 9.8383°E.

## Înființare
Situl Rohrsee a fost declarat arie de protecție specială avifaunistică în noiembrie 2007 pentru a proteja 15 specii de animale. Situl a fost protejat și ca sit de importanță comunitară în noiembrie 2007.

## Biodiversitate
Situată în ecoregiunea continentală, aria protejată nu include niciun habitat protejat.
La baza desemnării sitului se află mai multe specii protejate de  păsări (15): lăcar mare (Acrocephalus arundinaceus), rață mică (Anas crecca crecca), rață cârâitoare (Anas querquedula), Anas strepera strepera, rață-cu-cap-castaniu (Aythya ferina), buhai de baltă (Botaurus stellaris stellaris), fugaci mic (Calidris minuta), egretă albă (Egretta alba), Ixobrychus minutus minutus, pescăruș-cu-cap-negru (Larus melanocephalus), rață cu ciuf (Netta rufina), Numenius arquata arquata, Podiceps nigricollis nigricollis, Rallus aquaticus aquaticus, Tachybaptus ruficollis ruficollis